# 仙林站
仙林站，施工阶段称仙西站，是沪宁城际高速铁路上的一个车站，位于中华人民共和国江苏省南京市栖霞区学海路与宁镇公路（G312）交界处。车站还引出至南京南站的联络线。目前该站有G7037和G7051次列车（上海方向）、G7110和G7118次列车（南京方向）停靠。

## 车站结构
站房建筑面积为2000平方米。站房综合楼为地上一层，局部两层。站场设2站台4线，其中正线2条，到发线2条，站台为两个侧式站台。
| 侧式站台 |                                               |
| 2站台    | 沪宁城际高速铁路 往上海虹桥站方向（宝华山站） |
| 正线     | 沪宁城际高速铁路 下行列车通过线               |
| 正线     | 沪宁城际高速铁路 上行列车通过线               |
| 1站台    | 沪宁城际高速铁路 往南京站方向（南京站）       |
| 侧式站台 |                                               |

## 运营状况
仙林站曾被质疑为沪宁城际铁路上“最冷清火车站”。仙林站刚刚启用时每日接发13趟列车，每日客流仅有一二十个，部分沪汉蓉跨线列车在南京地区仅停靠仙林站，使得车站留有部分客流。然而事实上，大学城自仙林站乘坐公交前往需40分钟以上，主要生源亦来自苏北、山东和安徽地区，难以利用沪宁城际出行，另外非江苏籍大学生多数只知晓南京站和南京南站两个火车站而并不知道南京还有一个仙林站。因此南京南站启用后的屡次调图中，仙林站的停站列车数目锐减，使得客流锐减。2019年车站日均发送旅客约120人次。
根据铁路部分反馈，基于沪宁城际铁路运营效率和从仙林站培育客运市场角度折中，决定维持每天停靠5趟沪宁城际列车。

## 接驳交通

### 公交车
| 仙林高铁站 | 仙林高铁站          | 仙林高铁站 | 仙林高铁站 | 仙林高铁站 |
| 编号       | 路线                | 路线       | 路线       | 备注       |
| ---------- | ------------------- | ---------- | ---------- | ---------- |
| 137        | 尧佳路东            | ⇆          | 仙林湖总站 |            |
| 320        | 羊山北路总站        | →          | 十月科创园 |            |
| 320        | 九乡河西路·羊山北路 | ←          | 十月科创园 |            |
| 323        | 太阳城              | ⇆          | 邮电大学北 |            |

### 地铁（规划中）
规划8号线、S3号线东延仙林站。